# 微軟認證系統管理員
微軟認證系統管理員（MCSA）是在Windows 2000的後期登場，主要原因是MCSE的考科數過多，而且多數的網路管理人員並不需要對設計網路架構所有涉獵，因此考科可降為四科，其中有一科是專為MCSA所設計的Exam 70-218: Managing a Microsoft Windows 2000 Network Environment，其實此科為Exam 70-216以及70-217二科考試，針對系統管理的角色所重新設計的考試，其他考試則與MCSE相似。到了Windows Server 2003時期，微軟即不再為系統管理員設計考試，而是將原有的考試科目納入MCSA的考科中。
- 用戶端考試：
  - Exam 70-270: Implementing and Supporting Microsoft Windows XP Professional
- 伺服器考試（1）：
  - Exam 70-290: Managing and Maintaining a Windows Server 2003 Environment
- 伺服器考試（2）與網路管理：
  - Exam 70-291: Implementing & Managing and Maintaining a Windows Server 2003 Network Infrastructure